# Maurice Dupin de Francueil
Pour les articles homonymes, voir Dupin.
Maurice François Élisabeth Dupin de Francueil, né à Paris le 9 janvier 1778 et mort à Nohant-Vic, le 16 septembre 1808, est un militaire français, officier de l'armée impériale, père d'Aurore Dupin de Francueil, baronne Dudevant, plus connue sous le pseudonyme de George Sand.

## Biographie

### Famille
| - Son père, Louis Claude Dupin de Francueil. - Sa mère, Marie-Aurore de Saxe. |

Son père, Louis, Claude Dupin de Francueil, soixante-deux ans, riche financier, épouse le 14 janvier 1777 à Londres dans la chapelle de l'ambassade de France, Marie-Aurore de Saxe, vingt-neuf ans, fille naturelle du Maréchal Maurice de Saxe.
Près de trente-trois années séparent les époux dont le mariage est célébré en Angleterre, craignant à juste titre, une opposition des familles respectives, mais plus probablement celle de la Cour de France, protectrice de la fille du Maréchal de Saxe. Trois mois après, les nouveaux mariés sont de retour en France pour valider leur alliance à Paris, le 15 avril 1777 en l'église l'Église Saint-Gervais.
Marie-Aurore de Saxe rapportera plus tard à sa petite-fille, Aurore Dupin de Francueil - future George Sand - ce témoignage sur son époux :

« Un vieillard aime plus qu'un jeune homme, disait-elle, et il est impossible de ne pas aimer qui nous aime parfaitement. Je l'appelais mon vieux mari et mon papa. Il le voulait ainsi et ne m'appelait jamais que sa fille, même en public. Et puis, ajoutait-elle, est-ce qu'on était jamais vieux dans ce temps-là ! C'est la révolution qui a amené la vieillesse dans le monde. Votre grand-père, ma fille, a été beau, élégant, soigné, gracieux, parfumé, enjoué, aimable, affectueux et d'une humeur égale jusqu'à l'heure de sa mort. »

De cette union improbable, est né neuf mois après la célébration du mariage en France, Maurice Dupin de Francueil.

### Jeunesse
Maurice François Élisabeth Dupin de Francueil voit le jour à Paris dans le quartier du Marais, le 9 janvier 1778. Baptisé à l'Église Saint-Gervais le 18 janvier suivant, son parrain est le marquis de Polignac. Unique enfant de Louis, Claude Dupin de Francueil et Marie-Aurore de Saxe, ses parents le prénomment Maurice en hommage à son grand-père, le Maréchal de Saxe.

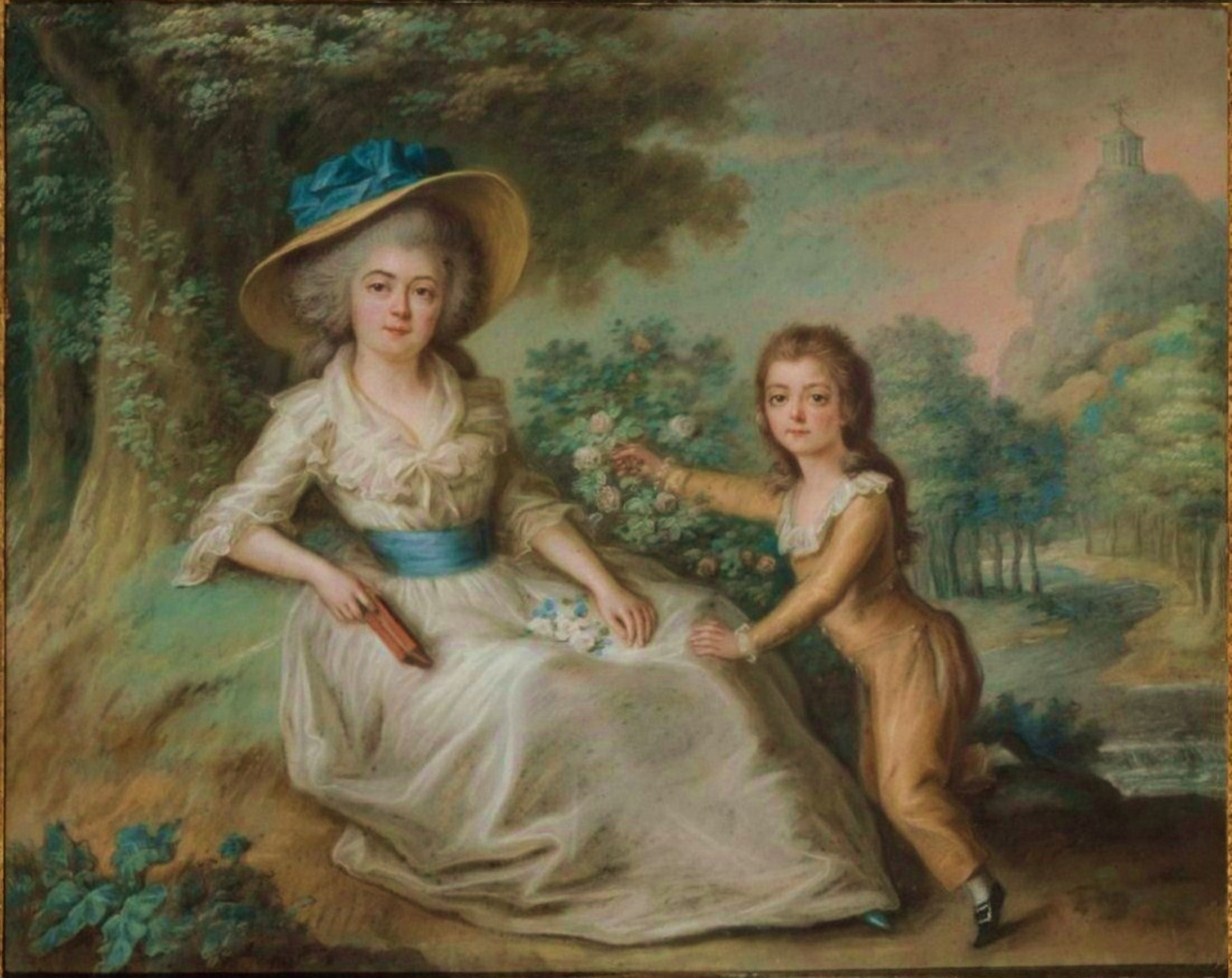
Marie-Aurore de Saxe et son fils Maurice, vers 1785.

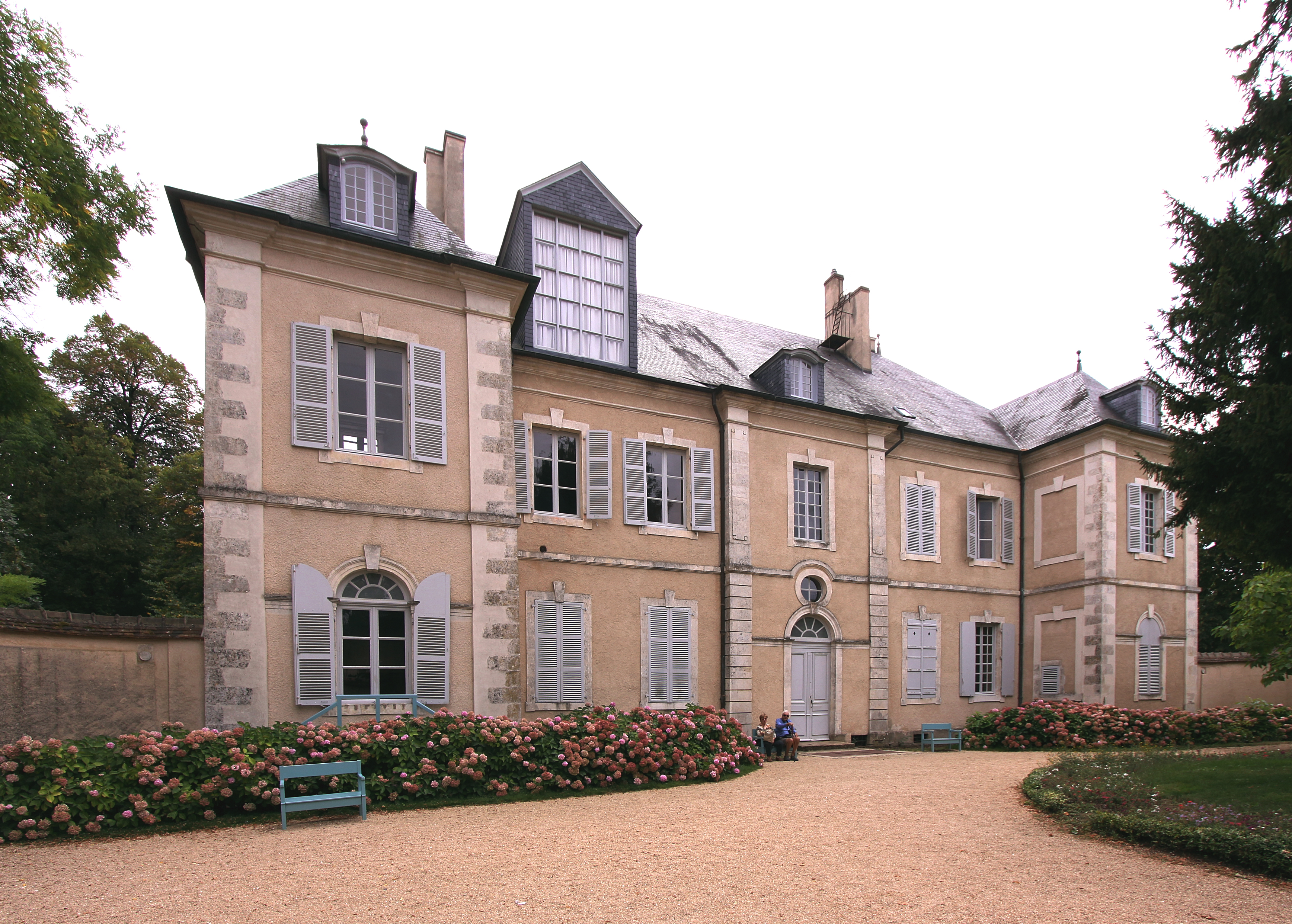
Madame Dupin de Francueil achète le 23 août 1793, le domaine de Nohant.

Les époux Francueil se fixent à Châteauroux en 1783, où Louis gère les biens issus de l'héritage paternel. Ils s'installent au château Raoul, l'ancienne demeure des princes de Chauvigny, et mènent une vie fastueuse bien au-dessus de leurs moyens. Dans leur maison se trouve une foule de domestiques et ils possèdent une écurie, une cavalerie ainsi que des chenils avec une meute nombreuse. Le couple reçoit beaucoup, donne réceptions et concerts. Les invités qui gravitent autour des Dupin, sont légion. Francueil investit dans des manufactures de drap qui enrichissent la cité berrichonne sans pour autant être rentable pour leur propriétaire. Louis Dupin meurt à Paris en la paroisse de Saint-Gervais, le 6 juin 1786 et sa veuve s'acquitte des dettes laissées par son époux dont les affaires sont dans le plus grand désordre. Elle se retrouve dans une situation modeste mais bénéficie pour vivre, d'une rente de 75 000 livres. Après la disparition de son mari, Madame Dupin de Francueil et Maurice viennent emménager dans la capitale et demeurent, rue du Roi-de-Sicile. Mme Dupin engage un jeune précepteur pour parfaire l'éducation de son fils, Jean-Louis François Deschartres. Au cours de la période révolutionnaire, Marie-Aurore de Saxe décide d'acquérir une maison de maître dans le Berry, près de La Châtre avec les restes de sa fortune. Il s'agit du domaine de Nohant qu'elle achète le 23 août 1793 à Pierre Philippe Péarron de Serennes, un ancien officier d'infanterie, gouverneur de Vierzon.
Marie-Aurore de Saxe est à la hauteur des idées de son temps. Elle voit arriver la Révolution sans effroi, elle qui est imprégnée des idées du siècle des Lumières, des philosophes comme Jean-Jacques Rousseau. Marie-Aurore ne songeait même pas à émigrer, qu'avait-elle à redouter ? Sa tâche est d'élever son fils avant toute chose. Ses relations et ses habitudes la rattachaient au Berry. Elle souhaite se retirer à Nohant, une province paisible loin des événements parisiens, comme l'a fait madame Dupin à Chenonceau. Pour le moment, elle demeure encore à Paris, dans un logement au 12 rue Nicolas, propriété du sieur Amonin. En cette période troublée, celui-ci propose à sa locataire de cacher ses valeurs et ses papiers avec les siens dans l'appartement, ainsi que les titres de noblesse d'un gentilhomme, M. de Villiers. En vertu d'un décret, il était interdit de dissimuler des richesses, en particulier l'or, l'argent et les bijoux. À la suite d'une délation, une perquisition a lieu en pleine nuit, le 5 frimaire an 2 (25 novembre 1793). Les biens dissimulés sont trouvés et Marie-Aurore de Saxe est arrêtée puis incarcérée au couvent des Anglaises, rue des Fossés Saint-Victor, qui sert de prison. Elle connaît bien cet ancien établissement religieux, qui l'a accueilli après le décès de son premier époux. C'est ici que Louis Dupin de Francueil la rencontre et sollicite sa main. Lointain est désormais ce souvenir heureux. La situation de Marie-Aurore est préoccupante, car des documents les plus compromettants n'ont pas été retrouvés. Alors Deschartres, secondé par Maurice, prennent une courageuse décision pour sauver Madame Dupin. Ils réussissent à pénétrer dans le logement sous scellé et brûlent les papiers qui s'y trouvent. Mais il faut recommencer l'opération la nuit suivante, faute de temps et avec tous les risques que cela comporte. Leur action est des plus heureuses car une seconde perquisition est entreprise une semaine après, le 13 frimaire… sans le moindre résultat. Dans l'attente d'une issue favorable, l'angoisse de Maurice est sans commune mesure quand on sait que les jugements des  tribunaux révolutionnaires devenaient plus terribles. Il pouvait toujours encore lui rendre visite. La suspicion allant de pair avec la Terreur, le gouvernement décrète que les proches parents des détenus, seront exilés hors de l'enceinte de Paris avec pour interdiction de revenir dans la capitale jusqu'à nouvel ordre. Maurice est donc contraint de s'établir dans une commune voisine, à Passy pendant plusieurs mois. Deschartres ne va pas abandonner son jeune élève et le rejoint. Cette séparation forcée avec sa mère et le contexte politique, vont forger le caractère de Maurice Dupin. Marie-Aurore est détenue pendant neuf mois et retrouve la liberté, le 4 fructidor an 2 (21 août 1794). Son premier geste est de revoir enfin son fils qui « faillit mourir de joie en embrassant sa mère ». Dès le début de l'an III (septembre 1794), Marie-Aurore retourne dans le département de l'Indre sur la terre de Nohant et poursuit avec François Deschartres, l'éducation de Maurice.
Marie-Aurore, mère très attentive, enseigne à son fils, la littérature, les langues et développe ses talents artistiques tel que le dessin, la comédie ou la musique. C'est dans ce dernier domaine que Maurice excelle. Il joue à merveille du violon, « compagnon de sa vie », s'investit dans un orchestre à Argenton-sur-Creuse où il vient souvent aux concerts du pavillon de musique de la maison des Scévole. François Robin de Scévole propriétaire des lieux est l'ami de Marie-Aurore de Saxe. Maurice aime aussi l'opéra et le chant et rien ne le prédisposait à une carrière militaire. Maurice cultive cette ambigüité. Il oscille entre ses projets d'être artiste, de composer des partitions, représenter des opéras ou exécuter des symphonies et à l'opposé, rêve de la carrière des armes, étudie les batailles dans sa chambre de Passy ou de Nohant, « de même que son violon fit souvent campagne avec son sabre ».

### Carrière militaire

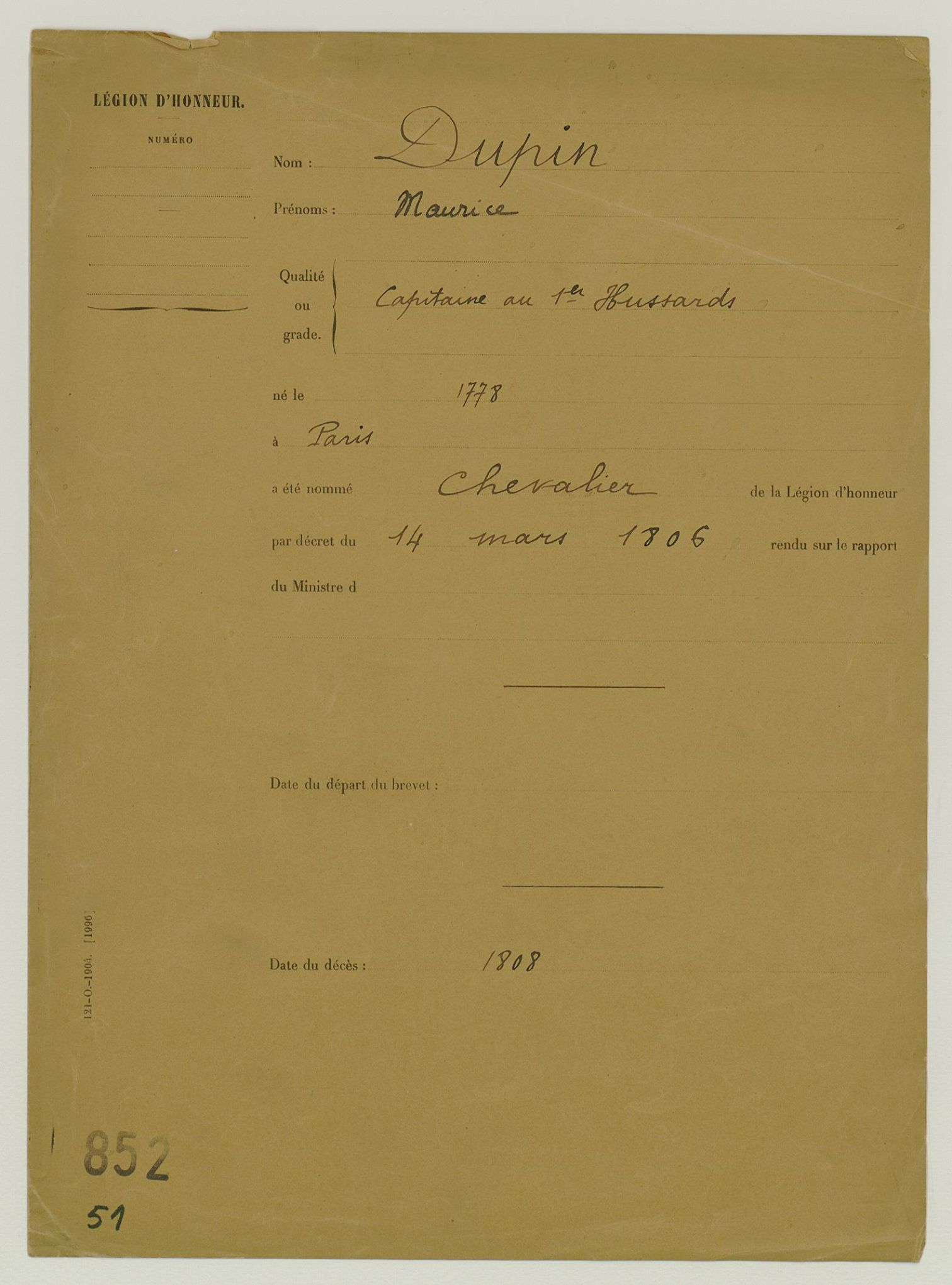
Maurice Dupin est nommé Chevalier de la Légion d'Honneur le 14 mars 1806 pour ses faits d'armes.

Aristocrate, Maurice Dupin devient par la loi Jourdan du 19 fructidor an 6 (5 septembre 1798) qui institue la conscription, un soldat de la Révolution. Il est enrôlé à l'âge de vingt ans, le 6 vendémiaire an 7 (27 septembre 1798) et rejoint son bataillon à Cologne le 7 brumaire an 7 (28 octobre 1798). Il devient chasseur à cheval au 10e régiment, le 4 ventôse an 7 (22 février 1799) et en prairial suivant (juin 1799), brigadier. Le 28 ventôse an 8 (19 mars 1800), Maurice accède au grade de sous-lieutenant au 1er régiment de chasseurs et en floréal, le voici nommé à l'État-major.
Le 25 prairial an 8 (14 juin 1800), il est promu lieutenant sur le champ de bataille de Marengo par le général en chef, Louis-Alexandre Berthier. Il est blessé au combat, lors du passage de l’Adige. Au mois de messidor an 8 (juillet 1800) il est à Turin puis à Milan en fructidor (septembre 1800) et gagne par la suite Bologne. Le 30 vendémiaire an 9 (22 octobre 1800), Maurice arrive à Rome. Sa mission est de rencontrer le pape et lui transmettre les dépêches de son État-major. Il quitte la ville éternelle le 2 frimaire (23 novembre 1800) et retourne vers son unité à Bologne. Ses qualités d'officier de cavalerie sont remarquées par la hiérarchie militaire et reçoit sa nouvelle affectation en tant qu'aide de camp du général Dupont, au mois de frimaire an 9 (décembre 1800). Le 30 frimaire (21 décembre 1800), Maurice Dupin est prisonnier des autrichiens pendant deux mois et libéré fin ventôse an 9 (mars 1801).
Après les victoires françaises, les traités de paix sont signés entre les différents belligérants, dont celui de Lunéville le 20 pluviôse an 9 (9 février 1801). Les négociations s'ouvrent avec l'Angleterre et les préliminaires sont signés le 9 vendémiaire an 10 (1er octobre 1801) qui aboutissent à la paix d'Amiens conclue le 4 germinal an 10 (25 mars 1802) entre le Royaume-Uni d'une part, la France, l'Espagne et la République batave, d'autre part. L'année précédente, la paix religieuse est concrétisée par la signature du Concordat le 26 messidor an 9 (15 juillet 1801), ratifié par le pape, le mois d'après. C'est au cours de cette période apaisée après dix années de conflits, que le retour en France de Maurice se concrétise. Il réside à Paris de germinal an 9 (avril 1801) à floréal an 10 (mai 1802), sous le commandement du général Dupont. Ce qui lui permet d'effectuer plusieurs séjours à Nohant. En prairial an 10 (juin 1802) il rejoint son régiment à Charleville dans les Ardennes.
La trêve est rompue le 3 prairial an 11 (23 mai 1803), le Royaume-Uni déclarant la guerre officiellement à la France. Maurice Dupin en garnison à Charleville s'attend à recevoir une nouvelle mutation avec cette reprise des hostilités. Le lieutenant Dupin intègre l'armée d'Angleterre et rejoint le général Dupont à Boulogne, au camp d'Ostrohove, aux premiers jours de frimaire an 12 (novembre 1803). Le 30 pluviôse an 12 (20 février 1804) à Ostrohove, Maurice rencontre un castelroussin et pas n'importe lequel : « J'ai vu ici le général Bertrand, après avoir été six fois inutilement chez lui. Il est venu dîner enfin chez Dupont, et j'ai été enchanté de lui. II a des manières franches, aimables, amicales, sans ton, sans prétention. Nous avons parlé du Berry avec le plaisir de deux compatriotes qui se rencontrent loin de leur pays, et qui s'entretiennent de tout ce qu'ils y ont laissé d'intéressant et d'attachant, de leurs mères surtout ».

Il assiste au couronnement de Napoléon 1er, Empereur des français, le 11 frimaire an 13 (2 décembre 1804) à la Cathédrale Notre-Dame de Paris, qu'il commente dans une correspondance à sa mère :

« Après la messe, l'empereur est descendu du trône avec l'impératrice, suivi des princes et princesses. Ils ont traversé l'église au pas grave pour s'approcher de l'autel. Le pape a mis de l'huile au front et aux mains de l'empereur et de l'impératrice; ensuite Bonaparte s'est levé, a été prendre la couronne sur l'autel, se l'est mise lui-même sur la tête et a prononcé à haute voix le serment de soutenir les droits de son peuple et de maintenir sa liberté. Il est retourné à son trône, et on a chanté le Te Deum. »

Maurice Dupin, capitaine au 1er régiment de Hussards depuis le 30 frimaire an 14 (21 décembre 1805), est nommé Chevalier de la Légion d'Honneur, le 14 mars 1806. Après avoir été à Varsovie, Maurice Dupin est à la bataille d'Eylau les 7 et 8 février 1807. Au cours de cet hiver redoutable, il a un pied gelé mais s'en sort miraculeusement. Maurice est chef d'escadron le 21 mars 1807 et appelé auprès du prince Joachim Murat, grand-duc de Berg, en qualité d’aide de camp le 4 avril suivant. Il accompagne Murat qui se rend à la fameuse conférence du radeau de Tilsit le 7 juillet 1807, après la bataille de Friedland. De retour en France au mois de juillet, Maurice Dupin ne tarde pas à repartir pour l'Italie avec Murat et Napoléon. Il est à Venise au mois de septembre et à Milan en décembre 1807. Au début de l'année 1808, Murat est nommé lieutenant-général de l'Empereur et reçoit le commandement d'une armée qui entre en Espagne. Maurice arrive à Bayonne le 27 février 1808 et en mars, il est à Madrid. Il loge dans le même palais que le maréchal d'Empire. La population de Madrid se soulève le 2 mai 1808 et elle est violemment réprimée par Murat, le lendemain.  C'est le début de la Guerre d'indépendance espagnole. Murat prend possession du trône de Naples sur ordre de l'Empereur et quitte l'Espagne au mois de juillet. Maurice doit regagner la France avec sa famille pour soigner son fils qui vient de naître aveugle à Madrid et suit les équipages de Murat avec les colonnes de l'armée. Il arrive à Nohant à la fin du mois d'août 1808. Le 16 septembre 1808, Maurice Dupin meurt accidentellement (voir le chapitre Décès).

### Maurice Dupin et Napoléon

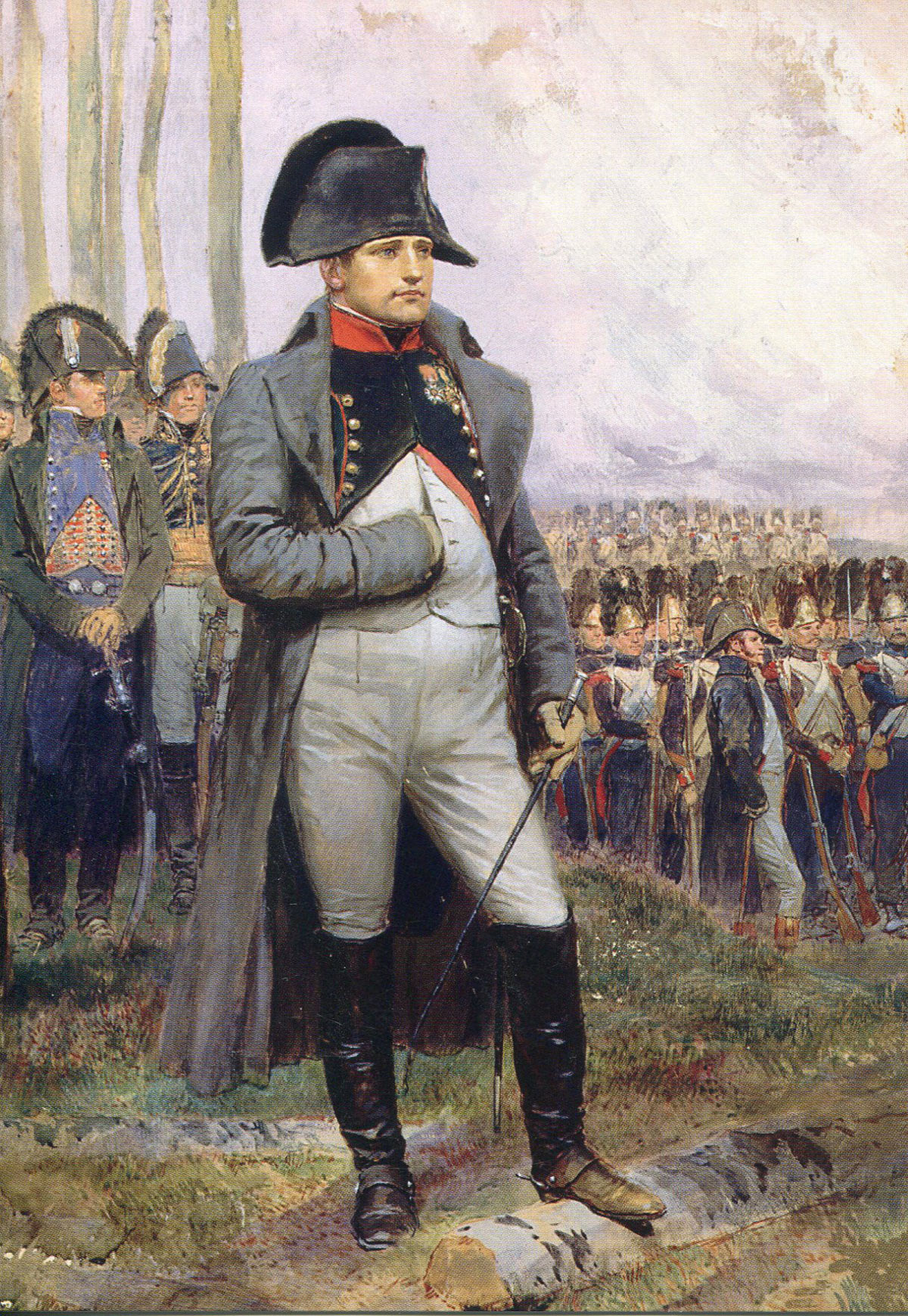
Napoléon1er, Empereur des français.

Maurice Dupin est conscient de la dérive monarchique que prend le nouveau régime consulaire: 

« Je dis vingt fois par jour, c'est comme autrefois, et la Révolution n'a rien changé. Hélas ! Où sont nos rêves de 89 ! Où sont nos longues rêveries de Passy ? Où sont les neiges d'antan ? Le luxe est semblable à celui de l'ancienne cour, épées, habits de velours, vestes brodées, livrées, carrosses. »

Ironique également, son témoignage sur le bain forcé du premier consul au moment de sa visite au camp de Boulogne, en vue de l'invasion de l'Angleterre : 

« Dupont, qui va toujours comme un hanneton, se jeta dans un trou avec son cheval et pensa se noyer. Bonaparte, le jour de son départ de Boulogne, en a fait autant dans le port; il voulait passer de même à la marée haute. Son petit cheval arabe s'embarrassa dans des amarres de chaloupe, et Bonaparte tomba dans l'eau jusqu'au menton. Toute sa suite se précipita pour le secourir, mais il remonta lestement à cheval et fut se sécher dans sa baraque. Cet événement n'est pas dans Le Moniteur. »

Maurice Dupin a quelque amertume envers l'Empereur, car son avancement n'est pas aussi rapide qu'il pouvait l'espérer. Mais son affectation à l'état-major n'entre pas dans les considérations de Napoléon qui freine l'avancement en général dans ce corps et qui comporte à ses yeux, de jeunes officiers arrivistes plus intéressés par les promotions que de combattre sur les champs de bataille. Ce qui n'était pas le cas de Maurice Dupin, ardent patriote. En 1802, le grade de lieutenant dans la Garde lui semble à la portée de la main grâce à une proposition de Caulaincourt. Ce dernier intervient auprès du premier Consul, sur le fait que Maurice Dupin avait pour grand-père, le célèbre maréchal, Maurice de Saxe. Un argument qui n'emporte pas l'adhésion de Bonaparte dont la réponse abrupte est sans équivoque :  « Point, point, il ne me faut pas de ces gens-là ». Maurice dans sa correspondance du 8 fructidor an 11 (26 août 1803), fait part de son découragement : « Ainsi, Caulaincourt, sans le savoir et sans le vouloir, m'a nui en me signalant comme le petit-fils du maréchal. Buonaparte s'est trouvé républicain ce jour-là. Mais comme il ne le sera plus demain probablement, toutes ces demandes me fatiguent et me dégoûtent beaucoup. On n'est qu'un mince militaire, mais on a le sentiment de sa propre dignité tout comme un chef d'État ».
Une autre raison retarde la promotion de Maurice. Le Maître est certainement bien informé de la liaison qu'entretient Maurice avec Sophie Victoire Delaborde, dont la renommée ne joue guère en faveur de notre lieutenant. De 1801 à 1804, Maurice cherche toutes les occasions pour rejoindre sa chère et tendre bien-aimée au détriment de sa carrière. Il n'hésite même pas à la faire venir à Charleville où se trouvait sa garnison. Ce qui ne passe pas inaperçu - le contraire serait étonnant - au sein de sa hiérarchie.

### Famille

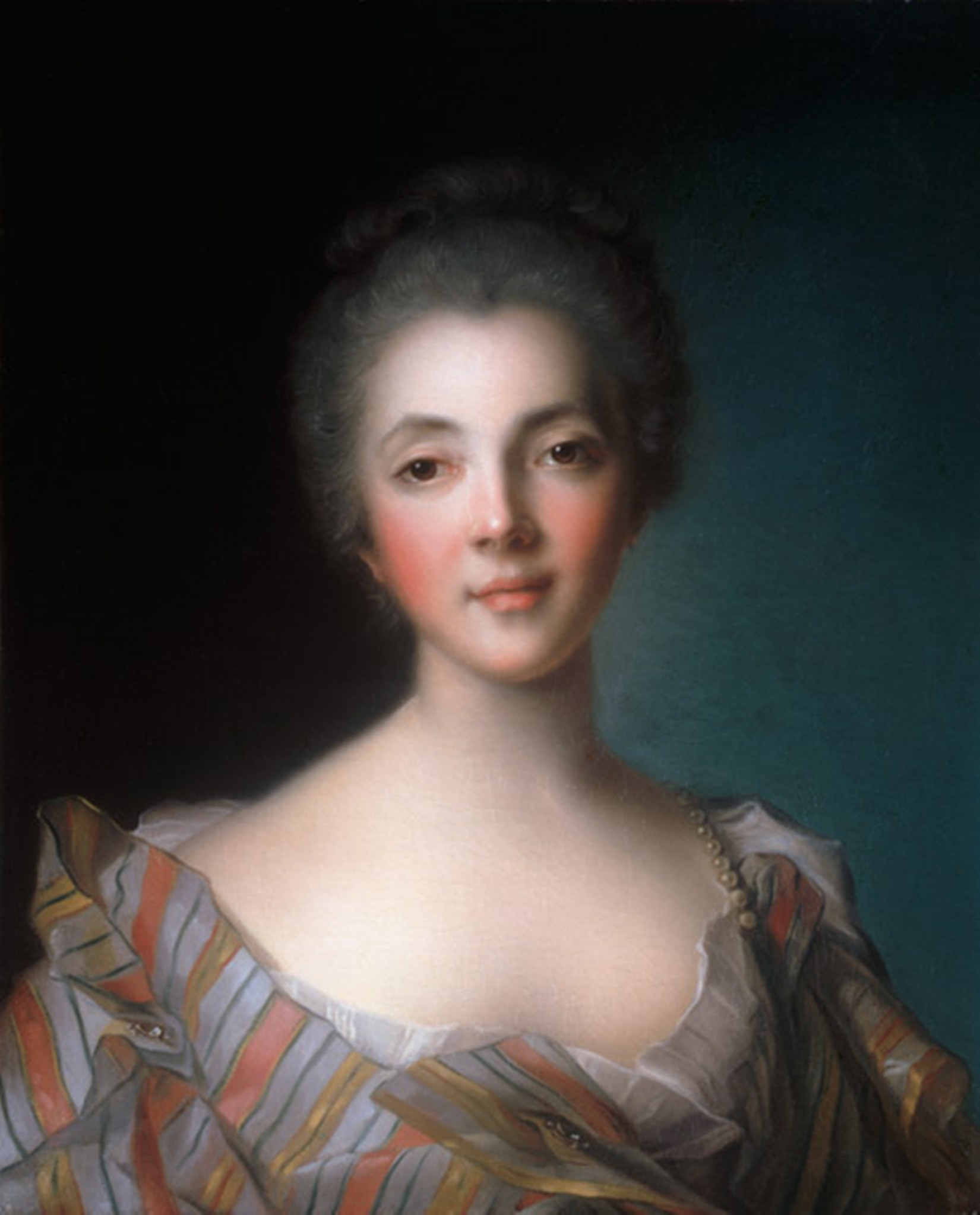
Madame Dupin (1706-1799)
née Louise de Fontaine
est la seconde épouse de Claude Dupin, l'arrière-grand-père de George Sand.

Maurice Dupin est très lié à ses neveux, de la même génération que lui : René Vallet de Villeneuve, né à Paris le 7 juin 1777 et son frère cadet, Auguste Louis Vallet de Villeneuve né à Paris le 4 août 1779. Leur mère est Madeleine-Suzanne Dupin (1751-1812), la fille aînée de Louis Dupin de Francueil et sa première épouse Suzanne Bollioud de Saint-Julien. Leur père Pierre-Armand Vallet de Villeneuve (1731-1794) est le fils de Françoise-Thérèse de Fontaine, sœur de Louise de Fontaine et seconde épouse de leur arrière-grand-père Claude Dupin. Louise de Fontaine n'ayant pas de postérité, elle lègue le château de Chenonceau à son petit-neveu René de Villeneuve et le marquisat du Blanc à Auguste de Villeneuve.
René de Villeneuve fait partie de l'ancienne aristocratie ralliée à Napoléon 1er qui le fait comte d'Empire, en récompense de ses succès diplomatiques. En 1806, il est nommé premier chambellan du Roi de Hollande, Louis Bonaparte. Sa femme, Apolline de Guibert (1776-1852) est la descendante du comédien Florent Dancourt, lui-même grand-père de Louise de Fontaine. Elle est la dame du palais de la reine Hortense. Quant à Auguste de Villeneuve, il a épousé Laure de Ségur (1778-1812), fille du comte Louis-Philippe de Ségur et dont la nièce n'est autre que la romancière Sophie Rostopchine, comtesse de Ségur (1799-1874).
Maurice Dupin se rend fréquemment au château de Chenonceau ou au marquisat du Blanc et entretient une correspondance suivie avec ses neveux. Il se trouve à Coblence en juillet-août 1806 et rencontre René et Apolline qui accompagnent la reine Hortense se rendant aux eaux de Wiesbaden. De même, Maurice voit Auguste à Paris, ce dernier étant le trésorier de la capitale. Plus tard, la future George Sand continuera à entretenir les relations avec ses cousins de Villeneuve et voue une profonde admiration à son arrière-grand-mère par alliance, Louise de Fontaine-Dupin.

### Liaisons

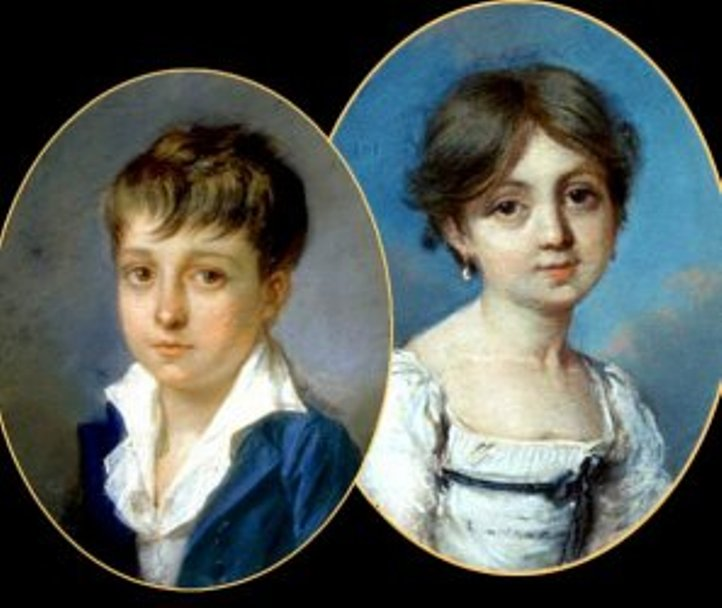
Hippolyte Chatiron est le premier enfant, mais non reconnu, de Maurice Dupin
Il est représenté ici avec sa demi-sœur Aurore Dupin, future George Sand.

Avant d'être incorporé à l'armée en septembre 1798, Maurice courtise une jolie jeune fille au cours de l'été, Catherine Chatiron [note A] domestique au château de Nohant. Pendant qu'il est en campagne, Catherine Chatiron donne le jour à La Châtre, le 16 floréal an VII (5 mai 1799) à un fils naturel et déclaré sous le nom de Pierre Laverdure. Maurice refuse de reconnaître l'enfant qui prend l'identité d'Hippolyte Chatiron [note B].  Marie-Aurore de Saxe congédie Catherine Chatiron. Hippolyte est mis en nourrice et élevé dans une maisonnette rustique, à proximité du château. Avec l’aide financière de Mme Dupin de Francueil, son éducation est assurée par le fidèle François Deschartres.
Maurice Dupin serait également le père de Jeanne Félicitée Molliet, née à La Châtre, le 11 prairial An VIII (31 mai 1800). Elle est déclarée officiellement comme fille de Jacques Joseph Molliet, receveur des contributions directes et de Rose Félicitée Fontaine. Jeanne meurt le 26 septembre 1883 à La Châtre et elle est célibataire.

### Sophie Victoire Delaborde

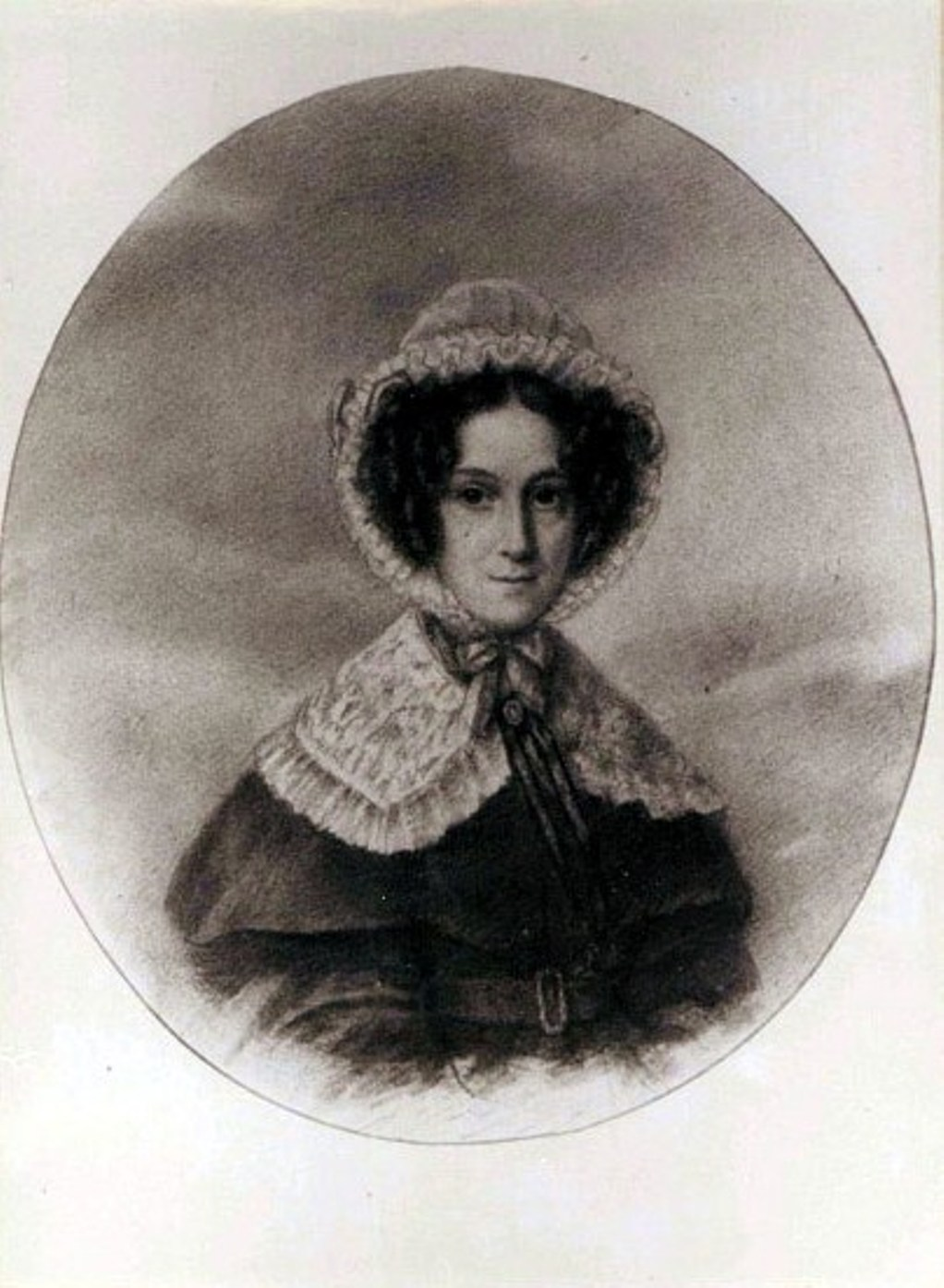
Sophie Victoire Delaborde
l'épouse de Maurice Dupin et mère de George Sand.

Sophie-Victoire-Antoinette Delaborde est née à Paris, le 26 juillet 1773 en la paroisse de Saint-Germain l'Auxerrois. Elle est la fille d'un tenancier. Ses parents sont morts prématurément et elle est confiée avec sa jeune sœur à la garde de sa grand-mère maternelle. Son grand-père était marchand d'oiseaux. Victoire est en ménage avec un certain Vantin dit Saint-Charles dont elle a un enfant en 1790. Elle est arrêtée sous la Terreur avec sa sœur, pour avoir chanté une chanson contre-révolutionnaire. Elle est incarcérée à la prison du couvent des Dames Augustines Anglaises au 23-29 rue des Fossés Saint-Victor, comme sa future belle-mère Marie-Aurore de Saxe, et libérée en fructidor an II (août 1794). Victoire, belle comme un ange, est une jeune femme légère et peu farouche, d'un milieu social inférieur. Elle met au monde un autre enfant, une fille prénommée Caroline-Angélique, née à Paris le 10 mars 1799 [note C], issue d’une de ses nombreuses liaisons.
Maurice rencontre Victoire, vingt-sept ans, au mois de septembre 1800 à Milan au cours de la campagne d'Italie. Elle accompagnait l'intendant affecté aux subsistances, l'adjudant-général Claude-Antoine Collin [note D], âgé de cinquante ans. Ce qui vaut à Victoire d'être qualifiée plus tard, du terme peu gratifiant de « coureuse d'armée » par Mme Dupin de Francueil. Victoire va suivre Maurice au gré de ses périples militaires. Si son compagnon est à Nohant, elle loge dans un hôtel à La Châtre. Maurice a mis au courant sa mère de sa liaison, dès le 29 frimaire an 9 (20 décembre 1800), lorsqu'il était à Asola. Son précepteur, François Deschartres vouait une inimitié toute particulière envers Victoire et persistait à la regarder comme une intrigante. Victoire est présente bien sûr à Paris en 1801 mais aussi dans les différentes villes de garnison où son amant la demande comme à Charleville en 1802 ou à Le Fayel en 1804. Après plus de trois années d'une passion réciproque, Maurice épouse clandestinement Victoire à Paris, deuxième arrondissement ancien, le 16 prairial an 12 (5 juin 1804). Ce mariage constitue une mésalliance et il est conclu à l'insu de la mère de Maurice. Il va contourner la nouvelle loi du Code civil en date du 30 ventôse an 12 (21 mars 1804) qui demande l'autorisation obligatoire des parents pour prendre femme. Maurice fait établir un acte de notoriété signé par des faux témoins, qui atteste la disparition de ses parents, dont personne n'a de nouvelles … Il ne se réconcilie avec sa mère, que plusieurs mois après la naissance de son premier enfant, Amantine Aurore Lucile Dupin née à Paris dans le sixième arrondissement ancien, le 12 messidor an 12 (1er juillet 1804) … d'où l'urgence de cette union.
Maurice Dupin est l'aide de camp de Joachim Murat en Espagne où il est arrivé depuis le mois de mars 1808. Victoire, enceinte de sept mois, décide de rejoindre son époux, contre l'avis de ce dernier au vu des dangers et de la situation politique. Elle part au mois d'avril 1808, en emmenant leur fille Aurore. Ils arrivent courant mai, après un voyage pénible. Le 2 mai, le peuple madrilène s'était soulevé et les troupes françaises ont réprimé la révolte dans le sang. Les craintes de Maurice Dupin étaient justifiées. Son second enfant, un fils prénommé Auguste, naît à Madrid le 12 juin 1808, mais il est aveugle. Joachim Murat doit repartir pour l'Italie et accéder au trône de Naples. Maurice obtient un congé pour rapatrier sa famille et espère guérir le nouveau-né en France. Après l'avis favorable du médecin de l'Empereur qui s'est occupé de Victoire, Maurice reprend la route de Nohant avec sa femme et ses deux enfants. Il achète une calèche et les Dupin quittent Madrid dans la première quinzaine de juillet. Le voyage s'effectue lentement, sous une chaleur accablante et sur fond de guerre, car ils suivent les troupes de Murat qui se replient. Aurore et son petit frère ont la fièvre et la gale. Ils arrivent enfin au Berry dans les derniers jours d'août, chez la mère de Maurice Dupin. Une dispute éclate entre Victoire et Maurice qui lui reproche son voyage aberrant en Espagne malgré son désaveu : « Qu'y avait-il de plus téméraire et de plus insensé que de courir ainsi, grosse à pleine ceinture, à travers tant de dangers, de privations, de souffrances et de terreurs de tous les instants ? C'est un miracle que tu y aies résisté; c'est un miracle qu'Aurore soit vivante. Notre pauvre garçon n'eût peut-être pas été aveugle s'il était né à Paris ». Malheureusement, le bébé ne va pas survivre et meurt à Nohant-Vic, le 8 septembre 1808. Une semaine plus tard, Maurice Dupin se tue accidentellement à cheval.

### Décès
Le 16 septembre 1808, Maurice Dupin revient d'un dîner chez des amis, la famille Duvernet  à La Châtre et emprunte la route de Châteauroux au galop. Ce cavalier émérite a pour monture Leonardo d’Andalousie, un cheval offert par Ferdinand VII , prince des Asturies. À la sortie de la ville après le pont, alors que la route fait un angle, le destrier heurte dans l'obscurité, un tas de pierres et de gravats laissé sur le bord de la route. Le cheval effrayé, se relève brutalement et déséquilibre son cavalier.  Maurice tombe en arrière et se brise les vertèbres du cou. Weber, son ordonnance qui le suit, le trouve mort étendu sur le dos. Le corps est transporté à l'auberge Baraudier, située non loin de l'accident, où arrivent les secours. Aucune blessure apparente, excepté sur la tempe gauche. Informés du drame, les magistrats arrivent sur les lieux et dressent le procès verbal du décès, vers 22 heures. Madame Dupin de Francueil et Victoire apprennent la terrible nouvelle vers minuit. Sans attendre, la mère de Maurice va partir seule à pied en direction de l'auberge à une lieue de la maison, à l'entrée de La Châtre. Arrivée sur place, elle tomba quasi-évanouie sur le corps de son fils.
La disparition de Maurice Dupin à l'âge de trente ans, met fin à une carrière qui s'annonçait brillante et laisse dans le désarroi sa mère, qui ne se remettra jamais de la mort brutale de son fils, ainsi que son épouse Victoire. Mais cela n'empêche pas les deux femmes de se disputer sur l’éducation de la petite Aurore. Le 28 janvier 1809, Victoire Dupin abandonne la garde de sa fille à sa belle-mère, moyennant une tractation financière et reçoit une rente annuelle. François Deschartres après avoir été le précepteur de Maurice Dupin, devient celui de sa fille. Madame Dupin de Francueil a une attaque d'apoplexie qui la laisse très diminuée. Aurore passe ses nuits à la veiller. Elle meurt à Nohant, le 26 décembre 1821 et ses dernières paroles sont pour sa petite-fille : « tu perds ta meilleure amie ». Les relations entre Aurore et sa mère, dont la nature caractérielle est avérée, deviennent vite conflictuelles. Sophie-Victoire Delaborde est gravement malade au mois de juillet 1837 et elle est soignée dans une maison de santé parisienne, située près de chez elle, rue du Faubourg-Poissonnière. Elle meurt à Paris dans le deuxième arrondissement ancien, le 19 août 1837. Elle est inhumée au cimetière Montmartre et transférée plus tard dans le cimetière familial de Nohant, au côté de son époux et sa belle-mère.

Actes de décès de Maurice Dupin et son fils Auguste, en 1808
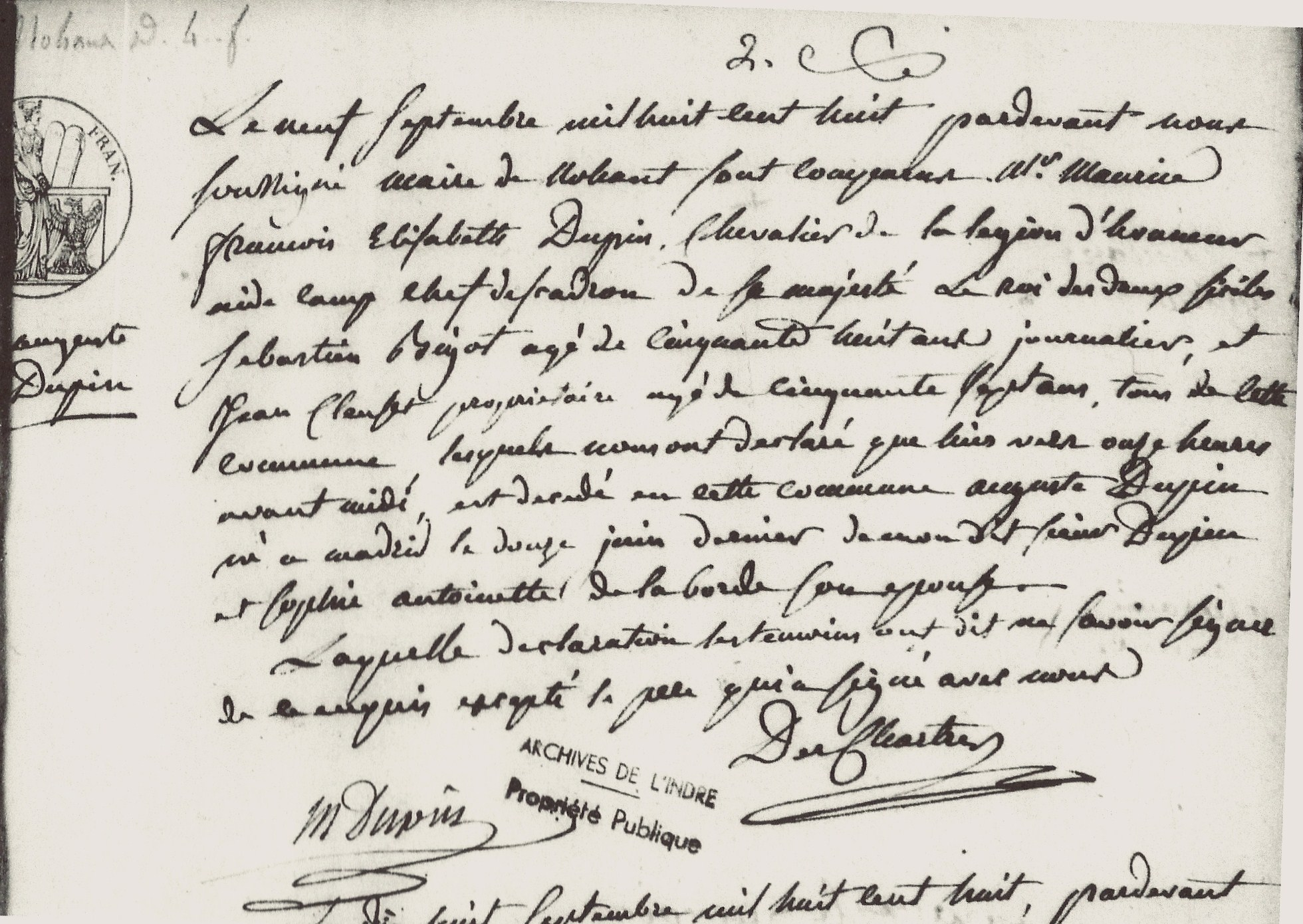
Acte de décès d'Auguste Dupin à Nohant-Vic, le 8 septembre 1808.
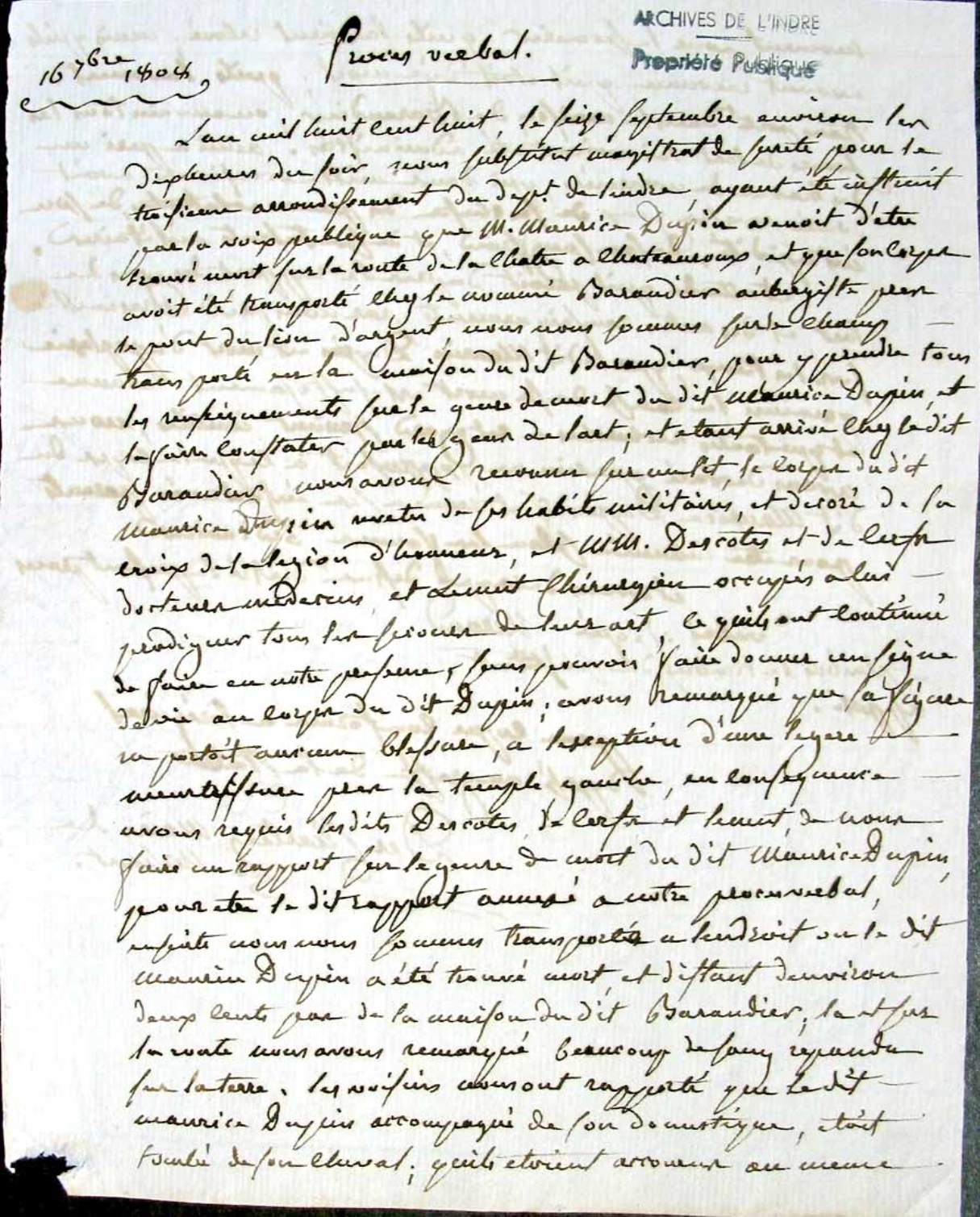
Procès-verbal du décès de Maurice Dupin à Nohant-Vic, le 16 septembre 1808. Première page du document.
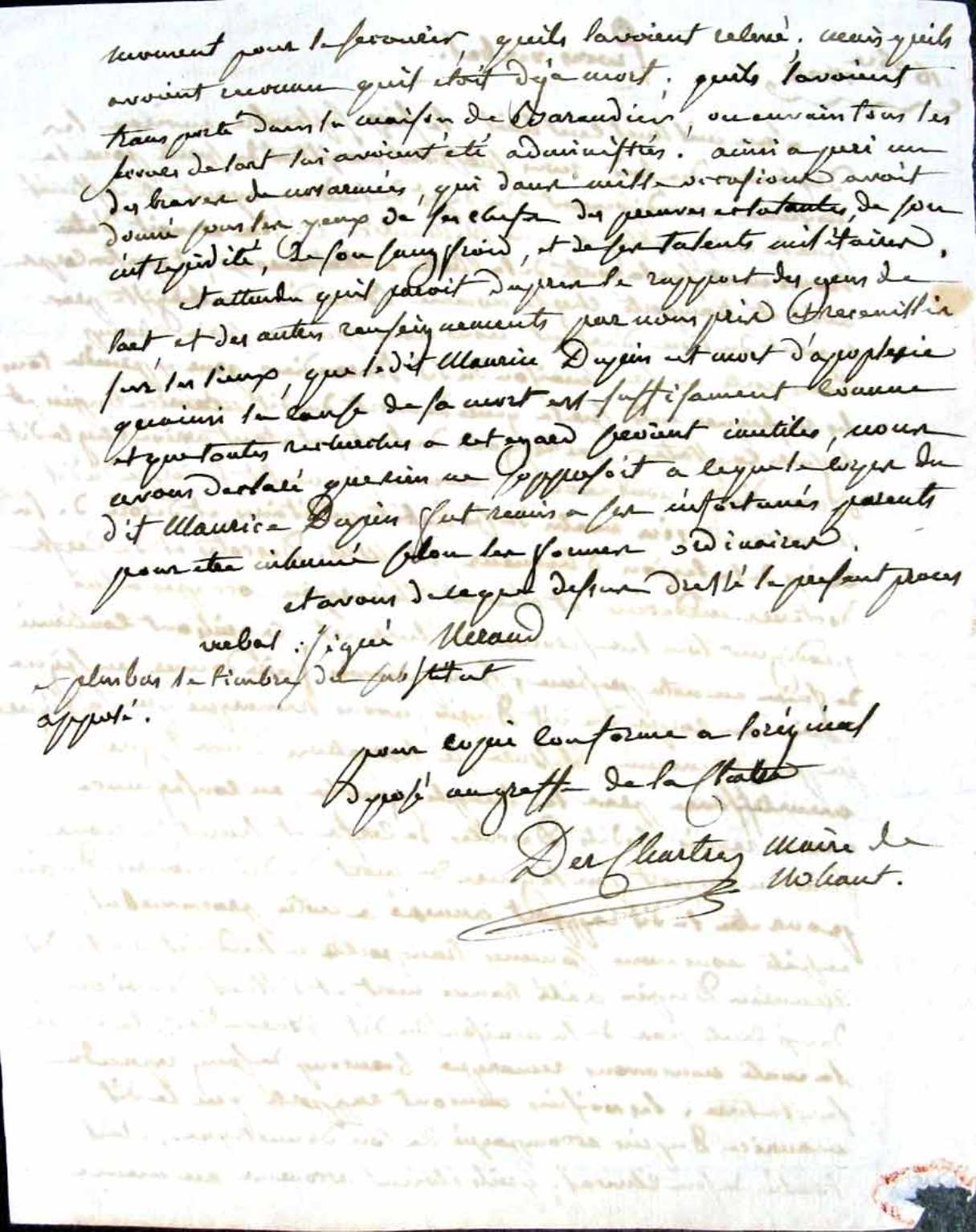
Procès-verbal du décès de Maurice Dupin. L'acte est rédigé par François Deschartres, maire de Nohant. Deuxième page du document.

## Sources

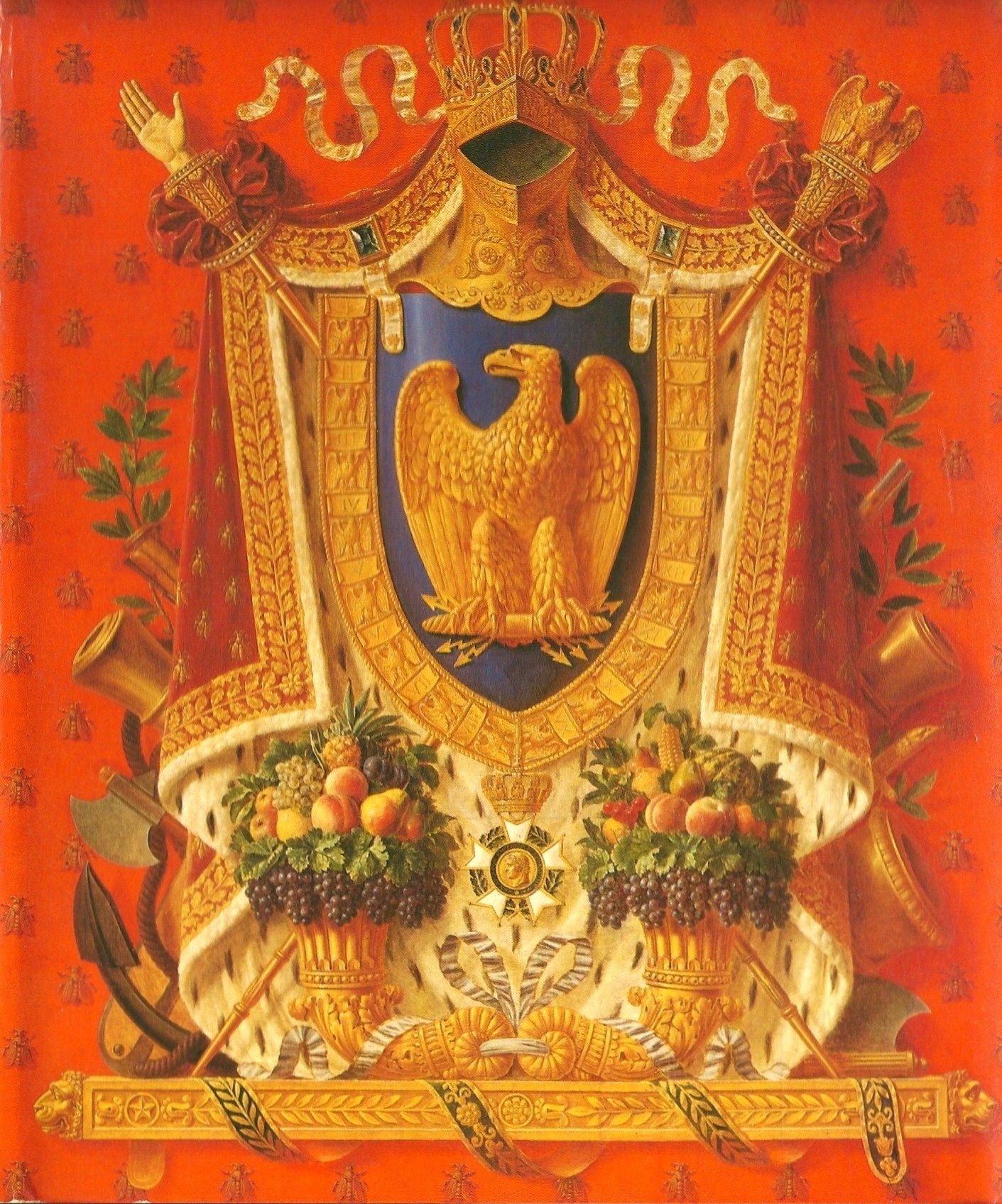
Les grandes armes de l'Empire français, modèle de tapisserie pour la manufacture des Gobelins par François Dubois (1790-1871) d'après Jacques-Louis de La Hamayde de Saint-Ange (1780-1860), en 1809.

- Notices d'autorité :   - VIAF
  - ISNI
  - BnF (données)
  - IdRef

### Ouvrages
- Se reporter au chapitre Bibliographie.

### Archives
- Département de l'Indre :
Domaine de George-Sand - Place du Château 36400 Nohant-Vic.
Musée George Sand - 71 rue Venôse 36400 La Châtre.
Archives Départementales de l'Indre - 1 rue Jeanne d'Arc 36000 Châteauroux.
Archives municipales - Mairie de La Châtre. Place de l'Hôtel de Ville 36400 La Châtre.
- Département de Paris :
Archives de Paris - Archives de l'État civil - 18 boulevard Sérurier 75019 Paris.
Bibliothèque nationale de France - Quai François Mauriac 75706 Paris Cedex 13.
Service historique de la Défense - Château de Vincennes  avenue de Paris 94306 Vincennes Cedex.
Fondation Napoléon - 7 rue Geoffroy Saint-Hilaire 75005 Paris.
 Le Souvenir napoléonien - 82 rue de Monceau 75008 Paris.

### Articles de l'encyclopédie
- Claude Dupin
- Louis Dupin de Francueil
- Marie-Aurore de Saxe
- Madame Dupin (Louise de Fontaine)
- Jacques-Armand Dupin de Chenonceaux
- René Vallet de Villeneuve
- Le comte René Vallet de Villeneuve à Chenonceau
- George Sand